# Carlia babarensis
Espèce
Synonymes
- Lygosoma fuscum babarensis Kopstein, 1926

Carlia babarensis est une espèce de sauriens de la famille des Scincidae.

## Répartition
Cette espèce est endémique des Moluques en Indonésie. Elle se rencontre dans les îles Tanimbar et Babar.

## Étymologie
Son nom d'espèce, composé de babar et du suffixe latin -ensis, « qui vit dans, qui habite », lui a été donné en référence au lieu de sa découverte, les îles Babar.

## Publication originale
- Kopstein, 1926 : Reptilien von den Molukken und den benachbarten Inseln. Zoologische Mededelingen, vol. 1, p. 71-112 (texte intégral).